# Chester Arnold
Chester Arthur Arnold (* 25. Juni 1901 in Leeton, Missouri; † 19. November 1977 in Ann Arbor, Michigan) war ein US-amerikanischer Paläobotaniker und Botaniker. Sein offizielles botanisches Autorenkürzel lautet „C.A.Arnold“.

## Leben
Chester Arnold studierte an der Cornell University, an der er 1929 in Paläobotanik mit einer Dissertation über die Flora des Devon bei Loren Petry promoviert wurde. Ab 1928 lehrte er an der University of Michigan in Ann Arbor und war dort am Museum für Paläontologie Kurator für fossile Pflanzen. 1947 erhielt er dort eine volle Professur.
Er erhielt 1977 den Distinguished Service Award der Sektion Paläobotanik der Botanical Society of America. Von 1959 bis 1964 war er Präsident der International Organization of Paleobotany. 1958/58 war er Gastwissenschaftler am Birbal Sahni Institute of Palaeobotany in Lucknow in Indien, dessen Silbermedaille er 1972 erhielt.
Er veröffentlichte grundlegende Studien über Archaeopteris, die Klassifikation der Gymnospermen (1948), über die Flora des Kohlebeckens von Michigan (1949), eozäne Farne aus Oregon (speziell der aquatische Farn Azolla primaeva), tertiäre Koniferen aus British Columbia (1955) und über Prototaxites. Von ihm stammt ein Lehrbuch der Paläobotanik, das lange ein Standardwerk in den USA war. Von ihm stammen rund 120 wissenschaftliche Aufsätze.
1941 fand er bei Ausgrabungen mit Alonzo W. Hancock in Oregon den bisher vollständigsten Schädel von Zygolophodon (einem Mastodonten).

## Schriften
- An Introduction to Paleobotany, McGraw Hill 1947, Archive